# ウラジーミル・ソロフィエフ (宇宙飛行士)

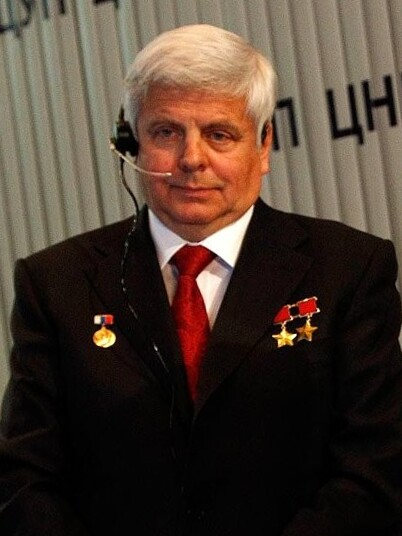
ウラジーミル・ソロフィエフ

ウラジーミル・アレクセイエヴィチ・ソロフィエフ（Владимир Алексеевич Соловьёв / Vladimir Alekseyevich Solovyov、1946年11月11日 - ）は、モスクワ出身のソビエト連邦の宇宙飛行士である。1984年10月2日と1986年7月16日の2度にわたりソ連邦英雄を受章した。
彼は1978年12月1日に宇宙飛行士に選ばれ、ソユーズT-10とソユーズT-15でフライトエンジニアとして宇宙飛行し、合計361日22時間49分を宇宙で過ごした。最初のフライトであるソユーズT-10は、1984年2月8日に打ち上げられ、サリュート7号を訪れた。237日間ステーションに滞在し、医学や宇宙の実験を行って1984年10月2日にソユーズT-11で地球に帰還した。2度目の飛行であるソユーズT-15は、1986年3月13日に打ち上げられ、125日後の1986年7月16日に同じソユーズT-15で帰還した。T-15のミッションでは、乗組員はサリュート7号の装置を新しい宇宙ステーションミールに運んだ。彼らは、サリュート7号の最後の乗組員で、かつミールの最初の乗組員になった。
ソロフィエフはその後数年間、ミールのフライトディレクターを務め、1994年2月18日に引退した。しかし、国際宇宙ステーションのロシア側の責任者として後に復帰している。